# Distrikt Pitas
Der Distrikt Pitas ist ein Verwaltungsbezirk im malaysischen Bundesstaat Sabah. Verwaltungssitz ist die Stadt Pitas. Der Distrikt ist Teil des Gebietes Kudat Division, zu dem die Distrikte Kudat, Pitas und Kota Marudu gehören.

## Demographie
Pitas hat 36.660 Einwohner (Stand: 2020). Die Bevölkerung des Distrikts betrug laut der letzten Zählung im Jahr 2010 37.808 Einwohner und besteht mehrheitlich aus Rungus, einer Untergruppe der Kadazan und Orang Sungai (zu denen auch die Tambanuas gerechnet werden). Wie in vielen anderen Regionen Sabahs gibt es auch hier eine beträchtliche Anzahl illegaler Immigranten aus den nahegelegenen Philippinen, vor allem aus Sulu und Mindanao, die in der Bevölkerungsstatistik nicht verzeichnet sind. Die Stadt Pitas hat lediglich 895 Einwohner, der übrige Teil der Gesamtbevölkerung verteilt sich auf die weitverstreuten 194 Siedlungen (kampung) des Distrikts.

## Verwaltungssitz
Verwaltungssitz des Distrikts ist die Stadt Pitas.
Pitas erlangte im Jahr 1975 den Status eines vollwertigen Distrikts. Die 194 Siedlungen des Distrikts sind in den sechs mukim Kalumpang, Pinggan-Pinggan, Telaga, Dandun, Pantai und Mapan-Mapan zusammengefasst.

## Politik
Pitas gehört zum Wahlbezirk P.167 (Kudat) und wird im malaysischen Parlament durch YB Datuk Abd. Rahim Bakri (BN-UMNO) vertreten. In der gesetzgebenden Versammlung von Sabah (Dewan Undangan Negeri Sabah) ist der Distrikt durch YB Datuk Masrani Parman (BN-UMNO) vom Wahlkreis Pitas N.3 vertreten.